# 服部ひで子
服部 ひで子（はっとり ひでこ、1982年10月20日 - ）は、日本のお笑いタレント、喜劇女優、看護師である。吉本新喜劇の座員。旧芸名、服部 英子（読み方同じ）。
愛知県名古屋市出身。よしもとクリエイティブ・エージェンシー所属。

## 来歴・人物
- 大阪NSC女性タレントコース4期生[1]。同期にうをとも、山口綾子（元つぼみ）、谷侑加子（元YGA）、新地梨絵、松本美穂（元YGA）がいる。
- 2008年、吉本新喜劇の第4個目金の卵オーディションを受け合格し入団。
- ピアニカが得意であり、舞台で披露することもある。
- 趣味は献血で、2週間に1回のペースで行っている[2]。
- 同じ吉本新喜劇の森田まりこ、岡田直子と「爆乳三姉妹」を結成し、長女の「ひで乳」として活動している。
- お笑い活動と並行して、看護師の仕事も行っている。

## 出演番組
- よしもと新喜劇（毎日放送）
- クイズ!紳助くん（朝日放送）なにわ突撃隊として出演
- ほっとけ!3人組（朝日放送）